# Briel Thomas
Briel Thomas (ur. 25 listopada 1994 w Dublanc) – dominicki piłkarz grający na pozycji pomocnika w dominickim klubie Dublanc FC oraz reprezentacji Dominiki. W swojej karierze grał także w W Connection, z którym w 2018 zdobył Mistrzostwo Trynidadu i Tobago. W drużynie narodowej zadebiutował 30 listopada 2013 przeciwko Saint Lucia. Pierwszą bramkę w kadrze zdobył 6 lipca 2017 w meczu z Saint Vincent i Grenadynami.